# Arlington (Kansas)
Pour les articles homonymes, voir Arlington.
Arlington est une municipalité américaine située dans le comté de Reno au Kansas.
Lors du recensement de 2010, sa population est de 473 habitants. La municipalité s'étend alors sur une superficie de 1,07 mille carré (2,77 km2).
Arlington est fondée en 1877 par Geo. P. Empey et A. K. Burrell. Dix ans plus tard, le Rock Island Railroad atteint la ville. Selon les versions, elle doit son nom à Arlington (Virginie) ou Arlington (Massachusetts).